# 1881년 전미 선수권 대회 (테니스)

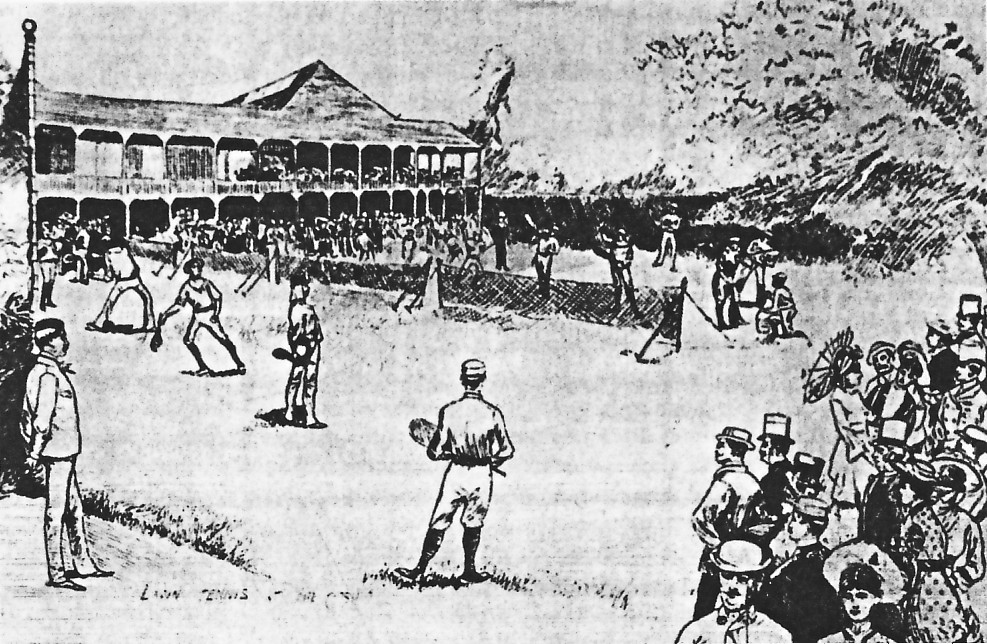

제1회 전미 선수권 대회는 미국 잔디 테니스 협회 주관으로 1881년 8월 로드아일랜드주 뉴포트에서 열렸다. 첫 대회인 이 해 대회에는 미국 잔디 테니스 협회 회원 클럽들만이 참가할 수 있었다. 남자 단식과 여자 단식 경기가 열렸고 첫 단식 우승은 리처드 시어스에게 돌아갔다.

## 우승 선수

### 남자 단식
리처드 D. 시어스가  윌리엄 E. 글린 6-0, 6-3, 6-2로 이기고 우승했다.

### 남자 복식
클라렌스 클라크 / 프레드 테일러 조가  아서 뉴볼드 / 알렉산더 반 렌셀러 조를 6-5, 6-4, 6-5으로 이겼다.